# Bugade

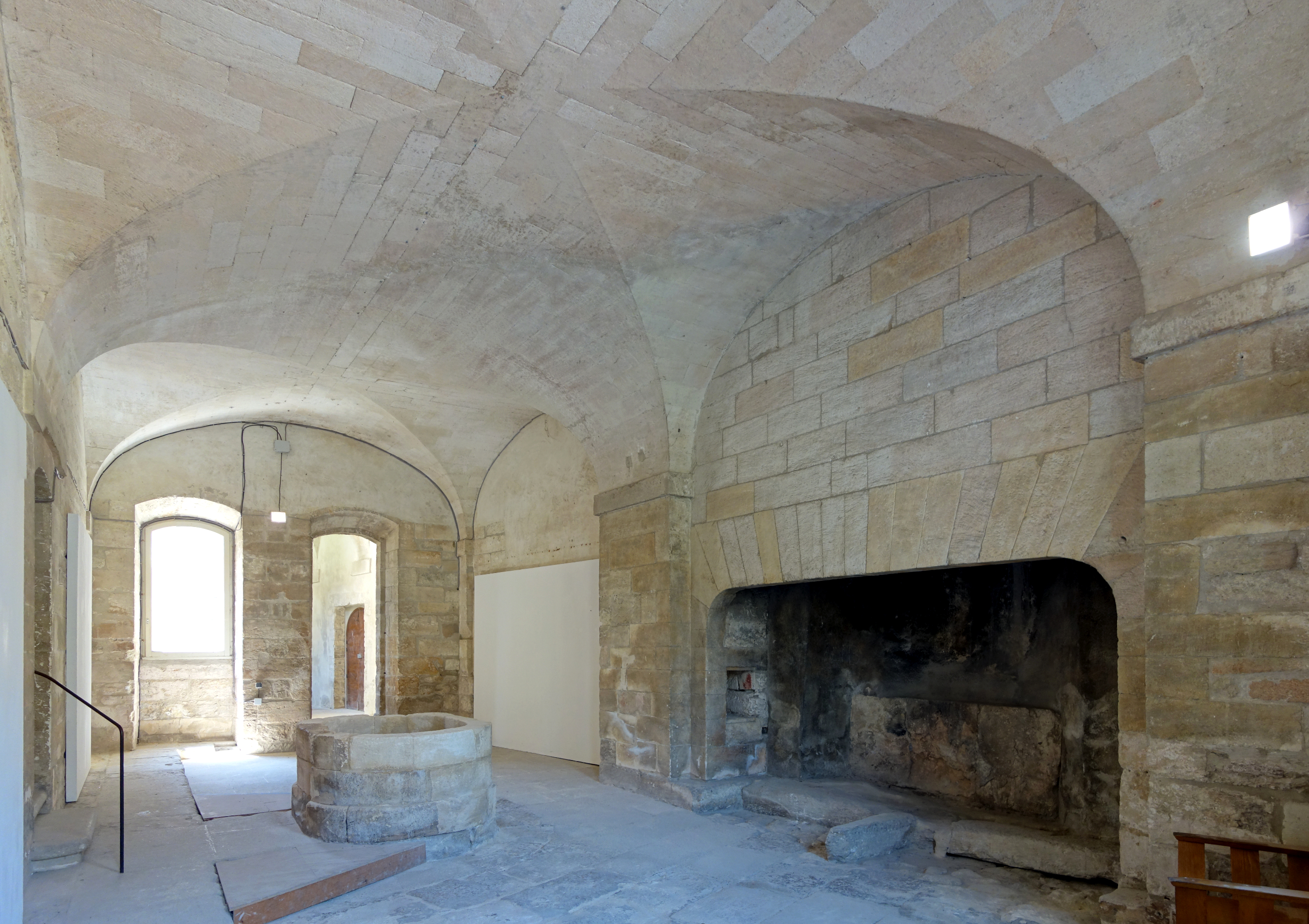
La bugade de la Chartreuse Notre-Dame-du-Val-de-Bénédiction à Villeneuve-lès-Avignon.

La bugade est un terme d'origine provençale (bugado en provençal) qui désigne la grande lessive du linge de maison et par extension le lieu où on faisait la lessive. La technique consistait à blanchir le linge à la cendre.

## Histoire
En vigueur avant l'invention du savon au XVIIe siècle, la grande lessive à la cendre se pratiquait au printemps et à l'automne. C'était un événement de la vie communautaire qui rassemblait les femmes du village et donnait lieu à une grande fête avec repas, chants et danses.

## Technique
La technique de la bugade s'effectuait à l'aide de deux cuves : la première pour chauffer l'eau, la seconde, généralement en bois, appelée le cuvier, pour recevoir le linge sale. Un charrier, ou flourié, grand drap replié rempli de cendres de chêne, était placé au-dessus du cuvier contenant le linge et recevait l'eau très chaude tirée de la première cuve. L'eau chargée de potasse était récupérée par un trou d'évacuation sous le cuvier et reversée sur le linge après avoir été réchauffée. L'opération durait environ quatre heures. Le linge était ensuite rincé au lavoir.